# Liste des bandes de fréquence attribuées aux radioamateurs en Inde

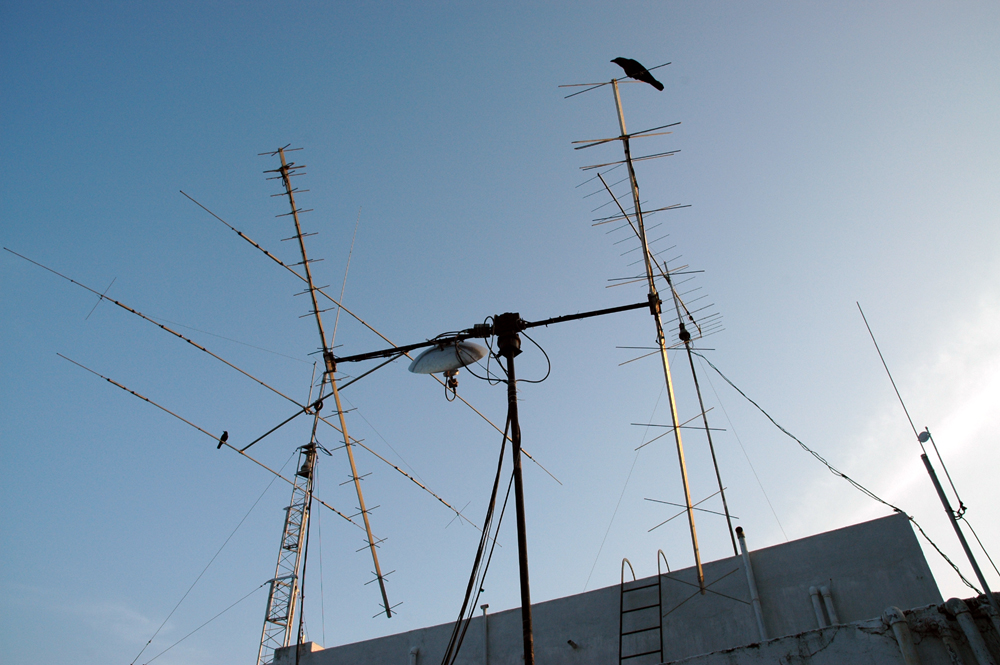
Antennes d'un radioamateur à Madras.

Le radioamateurisme est pratiqué par plus de 16 000 licenciés en Inde[source insuffisante]. Les radioamateurs ne sont autorisés à émettre que sur certaines plages de fréquences, appelées bandes. Les licences donnant droit d'émettre sont délivrées par le Wireless and Planning and Coordination Wing (WPC), une branche du Ministère des communications et des technologies de l'information indien. En outre, le WPC est l'autorité qui gère et alloue les spectres de fréquence. Le Indian Wireless Telegraph (Amateur Service) Rules de 1978, législation définissant les règles et conditions de la pratique du radioamateurisme en Inde, propose cinq catégories de permis.
Chaque catégorie de licence possède ses propres spécificités, qui portent sur l'attribution des fréquences autorisées, la puissance de sortie et les classes d'émission radio. Cet article recense les différentes bandes de fréquences réservées aux différentes catégories de licences, et les classes d'émission radio et la puissance d'entrée correspondants.

## Spectre alloué
Le tableau suivant présente une liste des fréquences sur lesquelles les radioamateurs sont autorisés à émettre :
- Bande de fréquence : plage de fréquences telle que définie par l'Union Internationale des Télécommunications (UIT)
- Fréquence en mégahertz.
- Longueur d'onde en mètres et centimètres.
- Type constitue la désignation internationale de la fréquence radio.

| Bande | Fréquence (MHz) | Longueur d'onde | Type |
| ----- | --------------- | --------------- | ---- |
| 6     | 1.820–1.860     | 160 m           | MF   |
| 7     | 3.500–3.700     | 80 m            | HF   |
| 7     | 3.890–3.900     | 80 m            | HF   |
| 7     | 7.000–7.100     | 40 m            | HF   |
| 7     | 14.000–14.350   | 20 m            | HF   |
| 7     | 18.068–18.168   | 17 m            | HF   |
| 7     | 21.000–21.450   | 15 m            | HF   |
| 7     | 24.890–24.990   | 12 m            | HF   |
| 7     | 28.000–29.700   | 10 m            | HF   |
| 8     | 144–146         | 2 m             | VHF  |
| 9     | 434–438         | 70 cm           | UHF  |
| 9     | 1260–1300       | 23 cm           | UHF  |
| 10    | 3300–3400       | 9 cm            | SHF  |
| 10    | 5725–5840       | 5 cm            | SHF  |

## Catégories de licence

### Réception onde courte
Cette licence s'acquiert sur simple demande, sans examen. Elle est accessible dès l'âge de 12 ans, et autorise uniquement une personne à recevoir des fréquences radio.

### Grade II restreint
Cette licence s'obtient en obtenant une note de 40 % dans chacune des sections de l'épreuve écrite, et 50 % sur l'examen global. Accessible dès l'âge de 12 ans, elle autorise les transmissions radiotéléphoniques terrestres sur deux bandes de fréquence VHF. La puissance maximale autorisée est de 10 W.
| Bande | Fréquence (MHz) | Longueur d'onde | Type | Emission                | Puissance (W) |
| ----- | --------------- | --------------- | ---- | ----------------------- | ------------- |
| 8     | 144–146         | 2 m             | VHF  | A3E, H3E, J3E, R3E, F3E | 10            |
| 9     | 434–438         | 70 cm           | UHF  | A3E, H3E, J3E, R3E, F3E | 10            |

### Grade II
La licence Grade II demande les mêmes scores que le Grade I restreint, avec en sus une épreuve de maîtrise de l'envoi et de la réception de morse à cinq mots par minute. Accessible dès l'âge de 12 ans, la licence autorise à l'utilisateur de pratiquer la télégraphie sans fil (Morse) et la transmission radiotéléphonique sur 11 bandes de fréquence. La puissance maximale autorisée est de 50 W.
| Bande | Fréquence (MHz) | Longueur d'onde | Type | Emission                     | Puissance (W) |
| ----- | --------------- | --------------- | ---- | ---------------------------- | ------------- |
| 6     | 1.820–1.860     | 160 m           | MF   | A1A, A2A, A3E, H3E, J3E, R3E | 50            |
| 7     | 3.500–3.700     | 80 m            | HF   | A1A, A2A, A3E, H3E, J3E, R3E | 50            |
| 7     | 3.890–3.900     | 80 m            | HF   | A1A, A2A, A3E, H3E, J3E, R3E | 50            |
| 7     | 7.000–7.100     | 40 m            | HF   | A1A, A2A, A3E, H3E, J3E, R3E | 50            |
| 7     | 14.000–14.350   | 20 m            | HF   | A1A, A2A, A3E, H3E, J3E, R3E | 50            |
| 7     | 18.068–18.168   | 17 m            | HF   | A1A, A2A, A3E, H3E, J3E, R3E | 50            |
| 7     | 21.000–21.450   | 15 m            | HF   | A1A, A2A, A3E, H3E, J3E, R3E | 50            |
| 7     | 24.890–24.990   | 12 m            | HF   | A1A, A2A, A3E, H3E, J3E, R3E | 50            |
| 7     | 28.000–29.700   | 10 m            | HF   | A1A, A2A, A3E, H3E, J3E, R3E | 50            |
| 8     | 144–146         | 2 m             | VHF  | A1A, A2A, A3E, H3E, J3E, R3E | 10            |
| 9     | 434–438         | 70 cm           | UHF  | A1A, A2A, A3E, H3E, J3E, R3E | 10            |

### Grade I
Le Grade I requiert un minimum de 50 % de bonnes réponses dans chacune des sections de l'examen écrit, 55 % de réussite sur l'examen total, et un test pratique montrant sa maîtrise de l'envoi et de la réception de Morse à 12 mots par minute. Accessible dès l'âge de 14 ans, cette licence permet à un utilisateur de d'effectuer des transmissions radiotélégraphiques et radiotéléphoniques sur 14 bandes de fréquences. La puissance maximale autorisée est de 150 W.
| Bande | Fréquence (MHz) | Longueur d'onde | Type | Emission                                                   | Puissance (W) |
| ----- | --------------- | --------------- | ---- | ---------------------------------------------------------- | ------------- |
| 6     | 1.820–1.860     | 160 m           | MF   | A1A, A2A, A3E, H3E, R3E, J3E, F1B, F2B, F3E, F3C, A3X, A3F | 150           |
| 7     | 3.500–3.700     | 80 m            | HF   | A1A, A2A, A3E, H3E, R3E, J3E, F1B, F2B, F3E, F3C, A3X, A3F | 150           |
| 7     | 3.890–3.900     | 80 m            | HF   | A1A, A2A, A3E, H3E, R3E, J3E, F1B, F2A, F3E, F3C, A3C, A3F | 150           |
| 7     | 7.000–7.100     | 40 m            | HF   | A1A, A2A, A3E, H3E, R3E, J3E, F1B, F2B, F3E, F3C, A3X, A3F | 150           |
| 7     | 14.000–14.350   | 20 m            | HF   | A1A, A2A, A3E, H3E, R3E, J3E, F1B, F2B, F3E, F3C, A3X, A3F | 150           |
| 7     | 18.068–18.168   | 17 m            | HF   | A1A, A2A, A3E, H3E, R3E, J3E, F1B, F2B, F3E, F3C, A3X, A3F | 150           |
| 7     | 21.000–21.450   | 15 m            | HF   | A1A, A2A, A3E, H3E, R3E, J3E, F1B, F2B, F3E, F3C, A3X, A3F | 150           |
| 7     | 24.890–24.990   | 12 m            | HF   | A1A, A2A, A3E, H3E, R3E, J3E, F1B, F2B, F3E, F3C, A3X, A3F | 150           |
| 7     | 28.000–29.700   | 10 m            | HF   | A1A, A2A, A3E, H3E, R3E, J3E, F1B, F2B, F3E, F3C, A3X, A3F | 150           |
| 8     | 144–146         | 2 m             | VHF  | A1A, A2A, A3E, H3E, R3E, J3E, F1B, F2B, F3E, F3C, A3X, A3F | 25            |
| 9     | 434–438         | 70 cm           | UHF  | A1A, A2A, A3E, H3E, R3E, J3E, F1B, F2B, F3E, F3C, A3X, A3F | 25            |
| 9     | 1260–1300       | 23 cm           | UHF  | A1A, A2A, A3E, H3E, R3E, J3E, F1B, F2B, F3E, F3C, A3X, A3F | 25            |
| 10    | 3300–3400       | 9 cm            | SHF  | A1A, A2A, A3E, H3E, R3E, J3E, F1B, F2B, F3E, F3C, A3X, A3F | 25            |
| 10    | 5725–5840       | 5 cm            | SHF  | A1A, A2A, A3E, H3E, R3E, J3E, F1B, F2B, F3E, F3C, A3X, A3F | 25            |